# Michael Roberds
Michael Roberds (Vancouver, 18 de enero de 1964 - Langley 15 de mayo de 2016) fue un actor canadiense.

## Primeros años
Roberds empezó a leer a los tres años de edad. Interpretó el papel de Big Bird en la obra escolar "Christmas on Sesame Street" a los cinco años. Entretenía a sus vecinos leyéndoles bromas en las fiestas, y rápidamente creció disfrutando de la atención. Durante su carrera escolar, fue parte activa en producciones teatrales y comenzó a interpretar profesionalmente en 1987 cuando realizó su primer anunció televisivo para GM.

## Carrera
Escribió e interpretó sketches para David Chalk's Computer Show, además de papeles para la serie drmática de misterio Strange Luck y en Ernest Goes to School protagonizado por Jim Varney. Protagonizó en la serie de Fox Family The New Addams Family como el Tío Fester. Sus apariciones invitadas incluyen Da Vinci's City Hall y  Academia Policial. Roberds fue también miembro del grupo cómico "Almost Midnight".

## Muerte
Roberds falleció de un infarto después de una breve enfermedad el 15 de mayo de 2016, en la ciudad de Langley, Gran Vancouver. Tenía 52 años.